# Ла-Хонда
Ла-Хонда (англ. La Honda) — переписна місцевість (CDP) в США, в окрузі Сан-Матео штату Каліфорнія. Населення — 979 осіб (2020).
Кен Кізі, автор роману Пролітаючи над гніздом зозулі володів будинком у Ла-Хонді, який служив базою для групи «Веселі Проказники». Там вони експериментували з ЛСД та іншими наркотиками.

## Географія

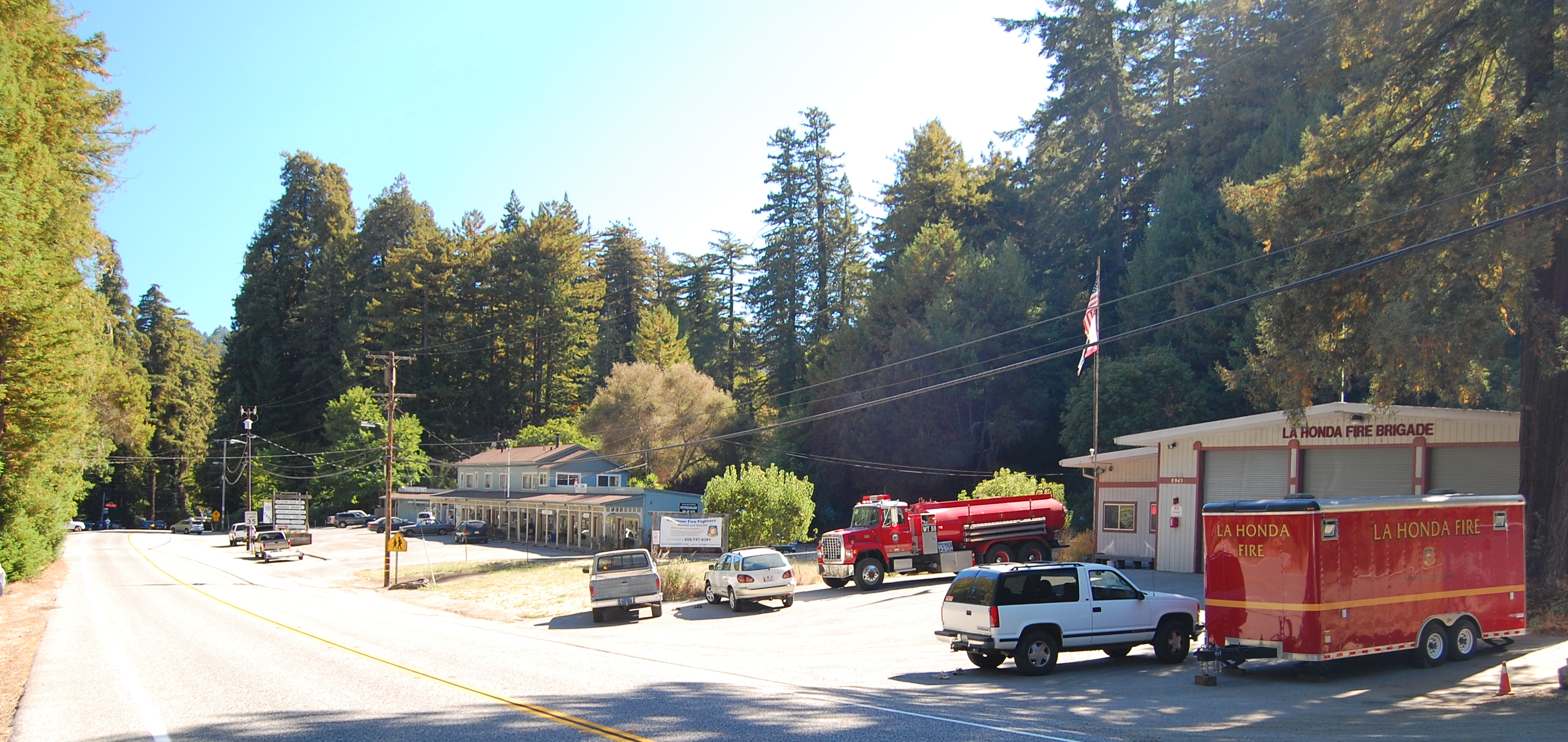
California State Route 84 в Ла-Хонді

Ла-Хонда розташована в горах Каліфорнійського півострова за координатами 37°18′59″ пн. ш. 122°15′28″ зх. д. / 37.31639° пн. ш. 122.25778° зх. д. (37.316473, -122.257888).  За даними Бюро перепису населення США в 2010 році переписна місцевість мала площу 11,04 км², з яких 11,00 км² — суходіл та 0,04 км² — водойми.

## Демографія
Згідно з переписом 2010 року, у переписній місцевості мешкало 928 осіб у 411 домогосподарстві у складі 250 родин. Густота населення становила 84 особи/км².  Було 472 помешкання (43/км²).
Расовий склад населення:
| - 87,4 % — білих - 1,7 % — азіатів - 1,4 % — чорних або афроамериканців - 0,2 % — вихідців з тихоокеанських островів - 1,9 % — осіб інших рас |

До двох чи більше рас належало 7,3 %. Частка іспаномовних становила 7,4 % від усіх жителів.
За віковим діапазоном населення розподілялося таким чином: 16,5 % — особи молодші 18 років, 74,8 % — особи у віці 18—64 років, 8,7 % — особи у віці 65 років та старші. Медіана віку мешканця становила 47,6 року. На 100 осіб жіночої статі у переписній місцевості припадало 113,8 чоловіків;  на 100 жінок у віці від 18 років та старших — 107,8 чоловіків також старших 18 років.
Середній дохід на одне домашнє господарство  становив 104 307 доларів США (медіана — 73 688), а середній дохід на одну сім'ю — 103 433 долари (медіана — 74 875). За межею бідності перебувало 10,7 % осіб, у тому числі 0,0 % дітей у віці до 18 років та 8,4 % осіб у віці 65 років та старших.
Цивільне працевлаштоване населення становило 315 осіб. Основні галузі зайнятості: освіта, охорона здоров'я та соціальна допомога — 35,9 %, виробництво — 17,5 %, публічна адміністрація — 12,4 %, інформація — 11,4 %.

## Відомі жителі
- Ніл Янг
- Кен Кізі